# Bertram Koeleman
Bertram Koeleman (Heemskerk, 1979) is een Nederlandse schrijver van korte verhalen en romans.
Koeleman had zijn literaire debuut bij de De Gids met het verhaal Haverkort de vlinder. Zijn eerste roman was De huisvriend (2013) bij uitgeverij Atlas Contact. De huisvriend werd genomineerd voor de Anton Wachterprijs. Zijn tweede boek was de verhalenbundel Engels voor leugens, die uitkwam in 2016. Dit boek werd genomineerd voor de J.M.A. Biesheuvelprijs. Koelemans derde roman Het wikkelhart verscheen in 2018 en kwam op de shortlist van de BNG Bank Literatuurprijs. Het dreigbed is zijn vierde boek, een verhalenbundel die verscheen 2020.
- Gemeinsame Normdatei: 1046684221
- International Standard Name Identifier: 0000 0004 2321 735X
- Library of Congress Control Number: no2014159815
- Nederlandse Thesaurus van Auteursnamen: 364242086
- Virtual International Authority File: 305827365